# Абрамов, Александр Григорьевич
Александр Григорьевич Абрамов (род. 20 февраля 1959, Краснодар) — российский предприниматель, крупный акционер Евраза, долларовый миллиардер. Президент Физтех-Союза, учредитель Благотворительного фонда развития инновационного образования в области естественных наук, кандидат физико-математических наук.
В связи с вторжением России на Украину 11 октября 2022 включён в санкционный список Новой Зеландии, 2 ноября 2022 года — в санкционный список Великобритании.

## Биография
Александр Абрамов родился 20 февраля 1959 года в Краснодаре в небогатой семье.
В 1982 году окончил факультет молекулярной и химической физики Московского физико-технического института.
В 1985 году окончил аспирантуру МФТИ. Защитил диссертацию по теме «Физика и химия плазмы» на соискание учёной степени кандидата физико-математических наук в Институте высоких температур АН СССР.
С 1985 года работал заведующим лабораторией, затем руководителем коммерческого центра Института высоких температур АН СССР.
В 1992 году, 28 февраля основал с сокурсниками ТОО «Евразметалл» и становится его генеральным директором. Впоследствии компания была преобразована в «ЕвразХолдинг» (с сентября 2021 года — ООО «ЕВРАЗ»).
В Евразхолдинг через процедуру банкротства вошли Нижнетагильский, Новокузнецкий и Западно-Сибирский металлургические комбинаты.
В 1995 году был председателем совета директоров Нижнетагильского металлургического комбината.
С 1995 по 2005 годы — директор и председатель совета директоров «Группа ЕАМ».
В 1998 году — главный эксперт ЗАО «Феррокс».
С 1998 по 1999 годы — член совета директоров АКБ «Транскредит»[уточнить]. В 1999 году контрольный пакет банка Транскредит выкупили структуры, близкие к главе МПС Николаю Аксёненко.
В 1998 году становится членом совета директоров дочерней компании банка «СБС-Агро» Александра Смоленского ЗАО «Инвестиционный банкирский дом „Финансы и промышленность“» (ИК «Финпром»), управляемой «Финпром-холдинг», руководителем которого являлся Олег Бойко. По некоторым данным, Бойко «предоставил Абрамову не только деньги, но и свои обширные связи», «которые помогли успешному металлотрейдеру превратиться в олигарха». По некоторым оценкам, 15-20 процентную долю Бойко в «ЕвразХолдинге» Абрамов выкупил лишь в 2004 году.
В 1999—2005 годы — президент горно-металлургического комплекса «Евразхолдинг».
В октябре 2000 года Александр Абрамов был избран членом Совета по предпринимательству при правительстве РФ.
В 2005 году разместил акции Евраз Груп на Лондонской фондовой бирже (капитализация «Евраз Груп» составила 5,1 млрд долларов США).
С 2005 года по 1 января 2006 года — президент Евраз Груп (Evraz Group S.A.).
До 1 мая 2006 года — Председатель Совета директоров Евраз Груп.
1 мая 2006 года покинул пост председателя совета директоров Евраз Групп и становится членом Совета директоров без исполнительных полномочий.
В конце декабря 2008 года вернулся на место председателя совета директоров Евраз Груп. Оставил его в мае 2012 года.
С октября 2011 года по март 2022 года – председатель совета директоров EVRAZ plc.
В декабре 2009 года сообщалось, что Александр Абрамов войдёт в состав акционеров созданного Михаилом Прохоровым банка «Международный финансовый клуб» (МФК) вместе с Сулейманом Керимовым и Виктором Вексельбергом. В апреле 2010 года выкупает 19,71 % акций МФК и становится одним из его совладельцев.
В 2010 году получил гражданство Кипра.
13 декабря 2011 в интервью Financial Times выдвинул идею о возможности слияния компании Evraz с ОАО «Северсталь». Согласно элементарным расчётам, объединённая компания может стать восьмой в мире по объёму производства (31 млн т в год) сталелитейной компанией с капитализацией 18,7 млрд долларов. По мнению Абрамова, Evraz и Северсталь хорошо дополняют друг друга. Продукция Evraz широко используется в строительстве, а Северстали — в секторе потребительских товаров и автомобилестроении. Эксперты, однако, неоднозначно оценивают синергетический эффект от объединения. Никаких переговоров по данному вопросу не проводилось. Вероятность такой сделки эксперты оценивают как весьма низкую.
В марте 2012 года зарегистрировался по месту жительства в Новокузнецке, чтобы платить налоги в Кузбассе, где работают крупнейшие предприятия компании.
В феврале 2014 года внимание прессы привлекла неудача Абрамова в Арбитражном суде Москвы, где его компания «Борисовские пруды», построившая торговый центр, проиграла спор о кадастровой стоимости земельного участка и размере арендной платы за него.

## Санкции
В 2022 году, после нападения России на Украину, Абрамов был внесён ФБК список коррупционеров и разжигателей войны, с предложением введения против него международных санкций.
19 октября 2022 года включён в санкции Украины «за оказание финансовой и материальной поддержки и получение выгоды от лиц, принимающих решения в России, ответственных за аннексию Крыма и дестабилизацию Украины».
2 ноября 2022 года включён в санкционный список Великобритании из-за связи с Романом Абрамовичем, кроме того, его работа «позволила Путину мобилизовать российскую промышленность для поддержки войны».
По аналогичным основаниям находится под санкциями Австралии и Новой Зеландии. 5 августа 2022 года подал в суд на главу МИД Австралии после введения в его отношении санкций. Абрамов утверждает, что санкции наносят ему серьёзный ущерб.

## Награды
- Орден Дружбы (25 мая 2015 года) — за большой вклад в социально-экономическое развитие Российской Федерации, достигнутые трудовые успехи, активную общественную деятельность и многолетнюю добросовестную работу[25].
- Знак отличия «За благодеяние» (11 июня 2016 года) — за большой вклад в благотворительную и общественную деятельность[26].
- Благодарность Президента Российской Федерации (30 мая 2012 года) — за достигнутые трудовые успехи и многолетнюю добросовестную работу[27].

## Состояние
| Год  | млрд $ | Место в списке богатейших бизнесменов России |
| ---- | ------ | -------------------------------------------- |
| 2010 | 6,1    | 18                                           |
| 2011 | 7,5    | 21                                           |
| 2012 | 5,4    | 24                                           |
| 2013 | 4,6    | 26                                           |
| 2014 | 3,8    | 28                                           |
| 2015 | 4,5    | 22                                           |
| 2016 | 3,6    | 24                                           |
| 2017 | 4,5    | 25                                           |
| 2018 | 5,2    | 21                                           |
| 2019 | 6,2    | 20                                           |
| 2020 | 5,5    | 21                                           |
| 2021 | 7,6    | 25                                           |

Александр Абрамов входит в рейтинг Forbes с 2005 года. В 2010 году занимал 18 место с состоянием в 6100 млн долларов США. В 2019 году Александр Абрамов занял двадцатую позицию в рейтинге «20 богатейших российских бизнесменов», опубликованном журналом Forbes. В российском рейтинге богатейших бизнесменов России, опубликованном в апреле 2021 года журналом Forbes, Александр Абрамов занимает 25-е место с состоянием 7,6 млрд долларов. За прошедший год его состояние выросло на 2,1 млрд долларов.

## Личная жизнь
Женат первым браком со студенческих лет. Жена — Светлана Абрамова, также выпускница МФТИ, кандидат физико-математических наук. В семье трое детей — два сына и дочь
.
Называет себя «убеждённым рыбаком и любителем природы». Участвует в возрождении Валаамского Спасо-Преображенского монастыря, за что удостоен православного ордена преподобного Сергия Радонежского (III степени).